# Tautoga onitis
Tautoga onitis is een straalvinnige vis uit de familie van lipvissen (Labridae) en behoort derhalve tot de orde van baarsachtigen (Perciformes). De vis kan een lengte bereiken van 91 cm. De hoogst geregistreerde leeftijd is 34 jaar. 

## Leefomgeving
Tautoga onitis komt in zeewater en brak water voor. De vis prefereert een subtropisch klimaat en leeft hoofdzakelijk in de Atlantische Oceaan. De diepteverspreiding is 1 tot 75 m onder het wateroppervlak. 

## Relatie tot de mens
Tautoga onitis is voor de visserij van beperkt commercieel belang. In de hengelsport wordt er weinig op de vis gejaagd. De soort kan worden bezichtigd in sommige openbare aquaria. 